# Akutna mijelomonocitna leukemija
Akutna mijelomonocitna leukemija (skraćeno AMMoL ili AMML; AML-M4 po FAB klasifikaciji) je podtip akutne mijeloične leukemije (AML), zloćudne novotvorine krvotvornih organa koja nastaje zbog abnormalnog klonalnog rasta i nepotpunog sazrijevanja stanica mijeloidne loze. Ovaj podtip čini oko 20% slučajeva AML u odraslih.
Bolest nastaje zbog nakupljanja nezrelih stanica koja imaju obilježja granulocita i monocita. 
Dijagnostički kriteriji su prisutnost mijeloblasta, monoblasta i promonocita, koji čine više od 20% neeritroidnih stanica u koštanoj srži, ali ne više od 80% neeritroidnih stanica. Monociti čine više od 20% neeritroidnih stanica koštane srži (u slučaju da je broj monocita u srži manji od 20%, u krvi monociti su viši od 5x109/L). Dodatni kriterij u sluačju da se ne mogu razaznati rani nezreli oblici monocita od ranih nezrelih oblik granulocita je reaktivnost na nespecifičnu esterazu u više od 20% stanica ili serumski lizosomi 3 puta veći od normale.
Poatoji i AML-M4e varijanta kod koje je povišen broj eozinofilnih stanica (> 5%).
U liječenju se koristi kemoterapija i presađivanje koštane srži.